# MADAYADE
「MADAYADE」是日本的女子偶像組合Berryz工房的第18張单曲。2008年11月5日由PICCOLO TOWN发售。

## 概要
- 此單曲以嗣永桃子、徳永千奈美、熊井友理奈為主音。
- 此單曲有2個版本，分別有「初回生産限定盤」和「CD ONLY」。「初回生産限定盤」收錄了「MADAYADE」的Making。
- 在11月17日於公信榜单曲週排行榜取得第6位。

## 收錄内容

### CD（初回生産限定盤 、 CD ONLY）
CD
1. MADAYADE
（作詞・作曲：淳君 編曲：平田祥一郎）
2. 分手模式（フラれパターン）
（作詞・作曲：淳君  編曲：山崎淳）
3. MADAYADE（Instrumental）

### DVD（初回生産限定盤）
1. MADAYADE（Making）